# 15 mm Besa
La BSA Besa 15 mm fu una mitragliatrice pesante inglese, derivata dalla cecoslovacca ZB60. Essenzialmente una versione più grande della ZB53 (conosciuta semplicemente come "Besa"), ne condivide il meccanismo di azionamento (ingrandito per ospitare la cartuccia da 15 mm).

## Sviluppo

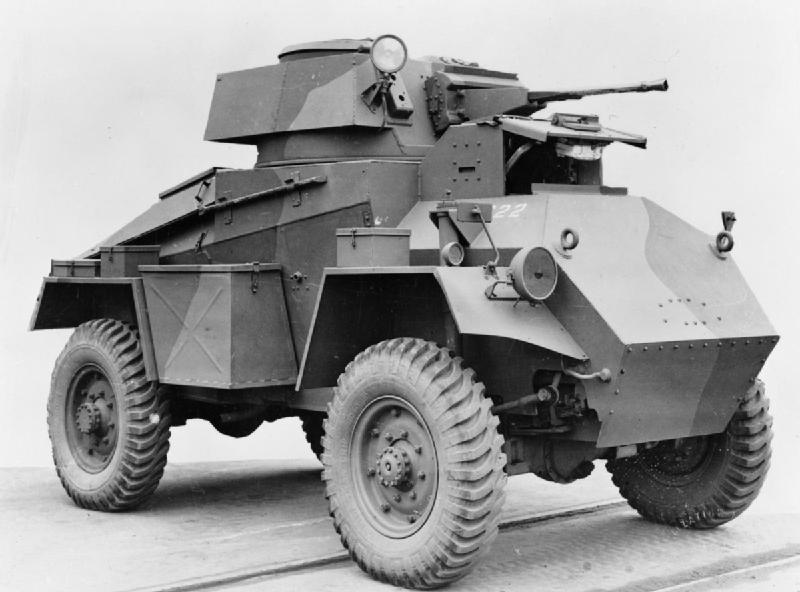
Un'autoblindo Humber Mk I, armata con Besa 15mm

Essa deriva da un progetto Cecoslovacco ZB60, sviluppato nei tardi anni venti per soddisfare la richiesta di una mitragliatrice pesante, anche se i primi prototipi, sviluppati con il calibro 20 mm erano dei cannoni automatici a tutti gli effetti. Fu così che gli sviluppi successivi si concentrarono su calibri minori, nello specifico si arrivò al 15 mm Skoda. Questa mitragliatrice non ebbe però molto successo nel paese dove fu progettata, ma ottenne un discreto successo internazionale, venendo esportata in Grecia, Yugoslavia ed Iran, anche se il vero successo lo ebbe in Inghilterra, dove venne acquisita la licenza di produzione da parte della BSA (che nel frattempo produceva su licenza altre armi di origine Cecoslovacca come la Besa e la Bren), che la produsse in più di 3200 esemplari fino al 1949 quando venne dichiarata obsoleta.

## Tecnica
La Besa 15 mm è sostanzialmente una versione ingrandita della più piccola Besa camerata per il 7,92 x 57 mm (derivata dallo ZB53), ne condivideva quindi il meccanismo di sparo a sottrazione di gas, l'alimentazione con nastro a maglie e il raffreddamento ad aria. L'unica parte radicalmente diversa dalla sua sorella minore era la mancanza del selettore di tiro, una sorta di smorzatore di rinculo che se disattivato, permetteva alla molla una corsa minore aumentando il volume di fuoco anche di 200-300 colpi/minuto. La canna era sostituibile per permettere un volume di fuoco prolungato.

## Impiego

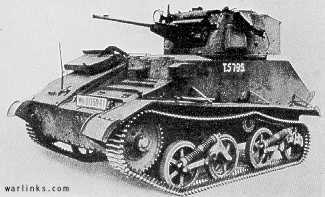
Il Vickers light tank Mk VIC, armato con Besa 15 mm

In ambito veicolare queste mitragliatrici andarono a sostituire le ormai obsolete Vickers. 5 come arma principale su veicoli da combattimento leggeri da ricognizione, come l'autoblindo Humber o sulla versione VI C della fortunata serie di carri leggeri costruiti dalla Vickers. Nel 1941 venne proposto un uso aeronautico, nell'eventualità che durante i bombardamenti tedeschi sull'Inghilterra, venissero distrutte le scorte di munizioni aeronautiche 20 Hispano e .303 Browning. A tal proposito vennero effettuati alcuni collaudi Besa 15 mm opportunamente modificate con una canna di 30 cm (12 inches) più corta, ma alla fine del 1941, l'Ordnance Board sospese tutti gli sviluppi in ambito aeronautico di quest'arma.